# Muayad al-Haddad
Muayad al-Haddad (arabisch مؤيد الحداد, DMG Muʾayyad al-Ḥaddād; * 3. März 1960) ist ein ehemaliger kuwaitischer Fußballspieler.

## Karriere
Mindestens ab der Saison 1977/78 spielt er in der zweiten und ab der Saison 1979/80 in der ersten kuwaitischen Liga beim Khaitan SC. Zur Saison 1985/86 wechselte er zu al Qadsia Kuwait. Mit diesen gewann er in der Saison 1991/92 die Meisterschaft sowie in den Spielzeiten 1988/89 und 1993/94 den nationalen Pokal. Nach diesem Erfolg beendete er seine Klubkarriere.
In seiner Zeit bei al-Qadsia stand er im Kader der kuwaitischen Nationalmannschaft für die Olympischen Spiele 1980 sowie bei der Weltmeisterschaft 1982, wo er ohne Einsatz blieb. Sein einziger bekannter Einsatz bei einem Spiel der A-Nationalmannschaft war am 1. Mai 1993 bei einem 1:1 im Qualifikationsspiel für die Weltmeisterschaft 1994 gegen Malaysia. Er kam in der 54. Minute für Mohammed Ebrahim Hajeyah.